# Arturo Ballabio
Arturo Ballabio (Figino Serenza, 3 dicembre 1949) è un missionario ed ex calciatore italiano, di ruolo attaccante.

## Carriera
Ha giocato in Serie A con la maglia del Palermo nella stagione 1972-1973, scendendo in campo in 14 occasioni e segnando 3 reti.
Ha vinto il campionato mondiale con la nazionale militare giocato in Zaire.

## Dopo il ritiro
Ritiratosi, è divenuto missionario andando a operare in Perù. Sposatosi con una donna di nome Massimiliana, ha cinque figli.